# Mitrasacme polymorpha
Mitrasacme polymorpha är en tvåhjärtbladig växtart som beskrevs av Robert Brown. Mitrasacme polymorpha ingår i släktet Mitrasacme och familjen Loganiaceae. Inga underarter finns listade i Catalogue of Life.